# Menhir von Ussano

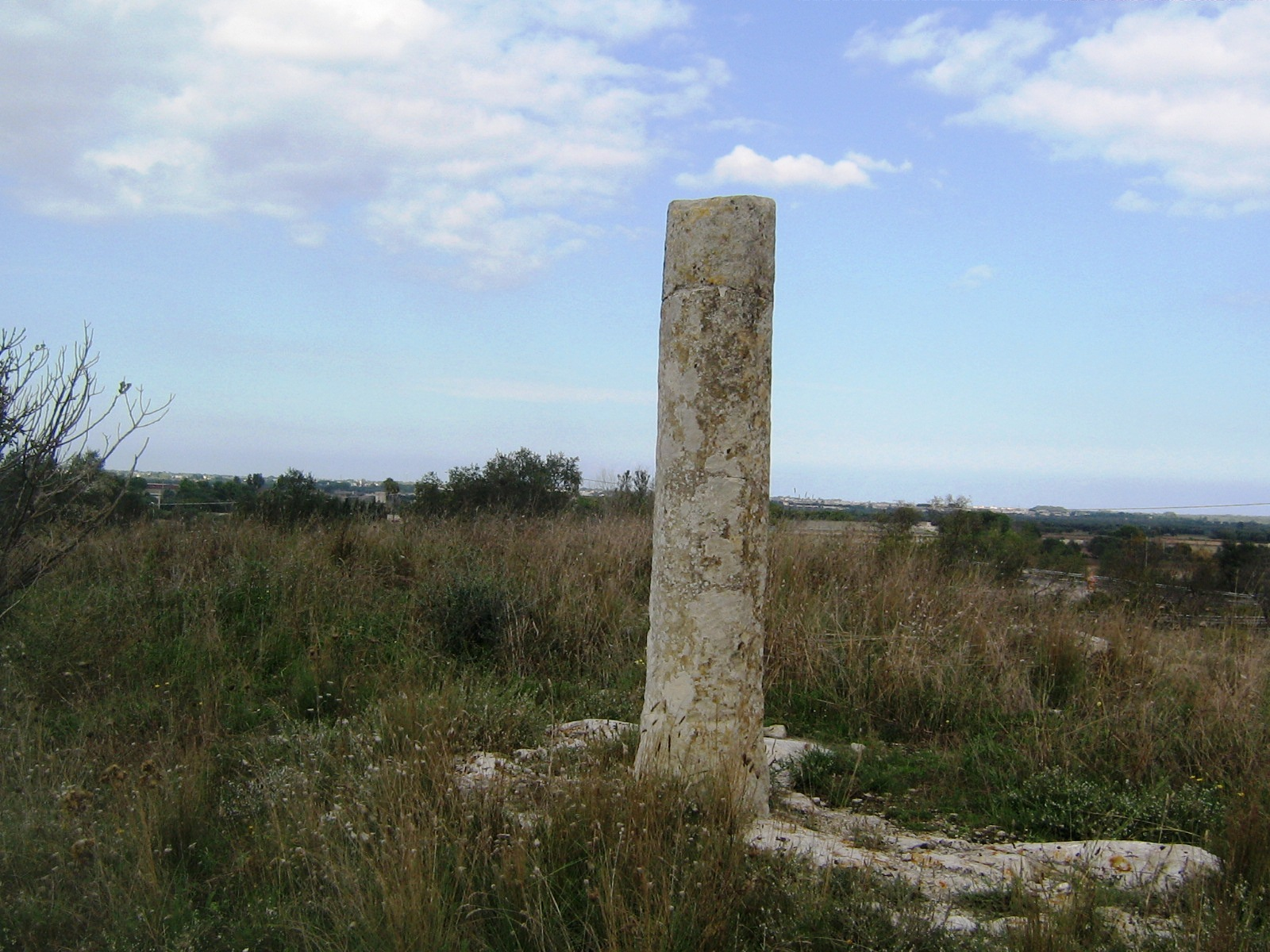
Menhir von Ussano

Der von Cosimo De Giorgi (1842–1922) vor 1916 beschriebene Menhir von Ussano steht auf einem Hügel, in der Nähe des alten Bauernhauses von Ussano, hinter der gleichnamigen Masseria (Landhaus), bei Cavallino in der Provinz Lecce in der Region Salent im Süden von Apulien in Italien.
Der 2,5 m hohe Monolith mit einem Querschnitt von 41 × 32 cm befindet sich heute an der ursprünglichen Stelle, die auf einer felsigen Oberfläche befestigt ist.
Die 79 apulischen Menhire sind zum Teil geometrisch und sehr schlank (Casamassima) mit Höhen bis zu 4,7 m (de lu Chiofilu bei Martano). Andere haben anthropomorphe oder taukreuzartige (Menhir von Vardare in Diso) Proportionen.